# Cima di Mughera
Die Cima di Mughera ist ein 1161 m s.l.m. hoher Gipfel oberhalb von Limone sul Garda. Er gehört zu den Gardaseebergen in Norditalien. Die Cima di Mughera ist nicht zu verwechseln mit der gleichnamigen Cima di Mughera (1331 m s.l.m.) westlich von Tignale und mit der Cima Mughera (1271 m s.l.m.) in nordwestlich von Tremosine.

## Routen
Von Limone führen die CAI Wege Nr. 101 und 136 auf den Gipfel und von da ab zum Passo Guil, wobei sich hier rechts und links Bauten aus dem Ersten Weltkrieg befinden.